# Laura Veirs
Laura Pauline Veirs, född 1973 i Colorado Springs, är en amerikansk singer-songwriter.
Hon växte upp i Colorado och åkte ofta till campingplatser med sin familj under sommaren vilket gav henne mycket inspiration till musiken. Hon är bosatt i Seattle.
Hennes debutalbum Laura Veirs var ett album som spelades in vid en spelning hon hade år 1999. Albumet var endast med henne och hennes gitarr.

## Diskografi
Studioalbum
- 1999 – Laura Veirs
- 2001 – The Triumphs and Travails of Orphan Mae
- 2003 – Troubled by the Fire
- 2004 – Garbon Glacier
- 2005 – Year of Meteors
- 2007 – Saltbreakers
- 2010 – July Flame
- 2011 – Tumble Bee
- 2013 – Warp and Weft
- 2018 – The Lookout - Album

Livealbum
- 2004 – Lore of Ears

EP
- 2008 – Two Beers Veirs

Samarbeten
- 2016 – case/lang/veirs (med Neko Case och k.d. lang)